# Плетньова Валентина Миколаївна
Валентина Миколаївна Плетньова (26 жовтня 1930, тепер Донецька область — 7 листопада 2012, місто Кострома, Росія) — радянська діячка, новатор виробництва, ткаля льонокомбінату імені Леніна міста Костроми. Член ЦК КПРС у 1986—1990 роках. Член Російського бюро КПРС у 1989—1990 роках. Депутат Верховної Ради Російської РФСР 7—10-го скликань. Член Президії ВЦРПС. Герой Соціалістичної Праці (7.03.1960).

## Життєпис
Народилася 26 жовтня 1930 року на території сучасної Донецької області. Коли їй було 5 років, померла мати. Батько в 1941 році добровольцем пішов на фронт і загинув під Москвою. Виховувалася у бабусі. Дитинство і юність провела в місті Мантурово Костромської області.
Закінчила сім класів середньої школи. У 1947 році вступила до школи фабрично-заводського навчання в Костромі, яку закінчила у 1948 році.
У 1948—1995 роках — ткаля льонокомбінату імені Леніна міста Костроми.
Член КПРС з 1952 року.
Указом Президії Верховної Ради СРСР від 7 березня 1960 року в ознаменування 50-річчя Міжнародного жіночого дня, за видатні досягнення у праці і особливо плідну громадську діяльність Плетньовій Валентині Миколаївні присвоєно звання Героя Соціалістичної Праці з врученням їй ордена Леніна і золотої медалі «Серп і Молот».
У 1964 році Валентина Плетньова виступила з почином — змагатися за особистий економічний рахунок і успішно виконала взяті на себе зобов'язання. Їй було присвоєно звання «Краща ткаля у Всесоюзному соціалістичному змаганні робітничих масових професій».
З 1995 року — персональний пенсіонер у місті Костромі.
Померла 7 листопада 2012 року. Похована в Костромі на міському кладовищі.

## Нагороди і звання
- Герой Соціалістичної Праці (7.03.1960)
- чотири ордени Леніна (7.03.1960; 5.04.1971; 30.04.1980; 31.08.1984)
- орден Жовтневої Революції (20.02.1974)
- медалі
- Державна премія СРСР (1975)
- Заслужений працівник текстильної промисловості
- Почесний громадянин міста Костроми (1972)
- Почесний громадянин Костромської області (2003)